# Fiat Palio
Fiat Palio – samochód osobowy klasy aut miejskich produkowany przez włoski koncern FIAT w latach 1996–2017 oraz 1997-2020 w wersji Weekend.

## Pierwsza generacja

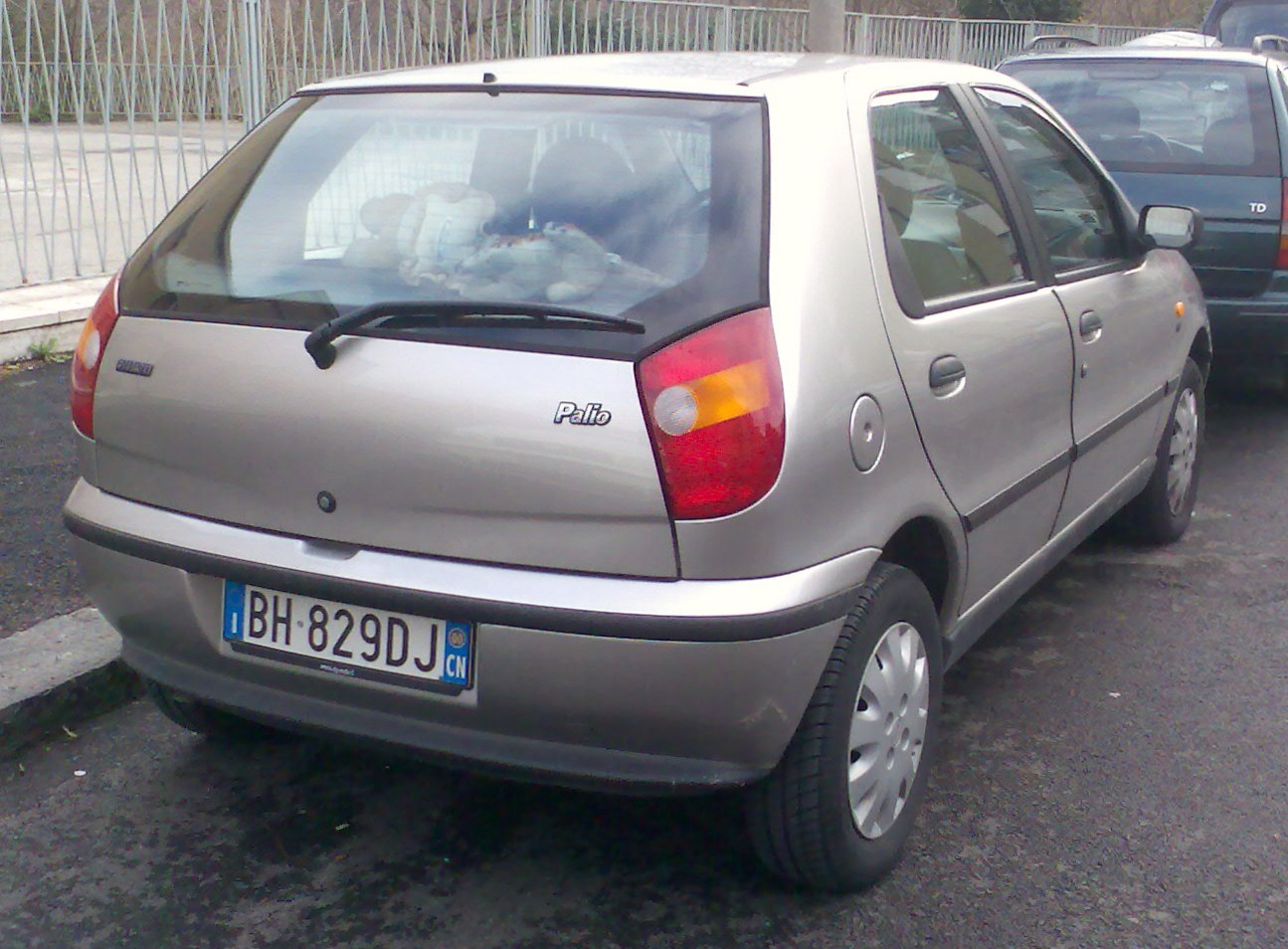
Fiat Palio I – tył przed liftingiem

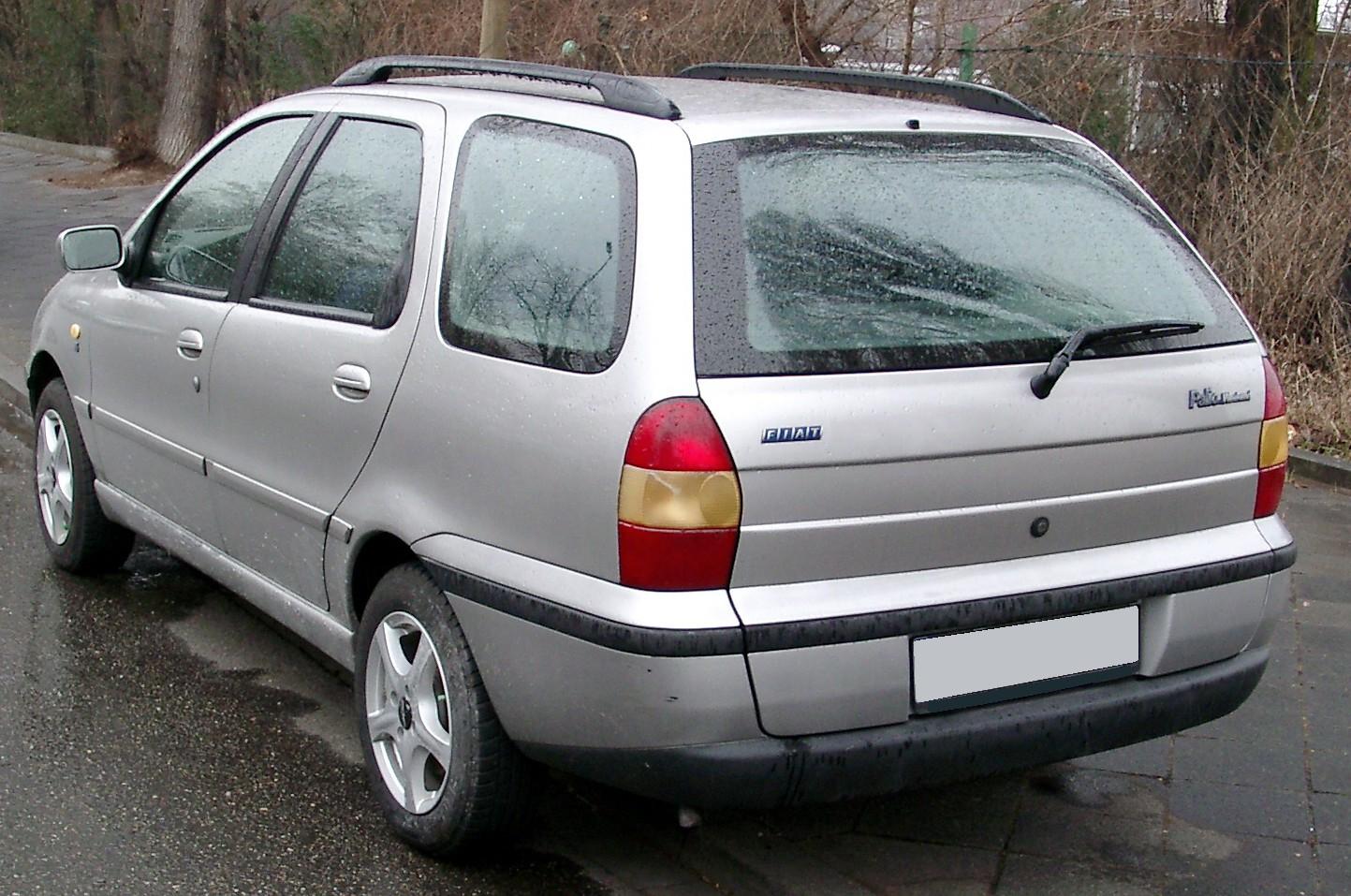
Fiat Palio I Weekend przed liftingiem

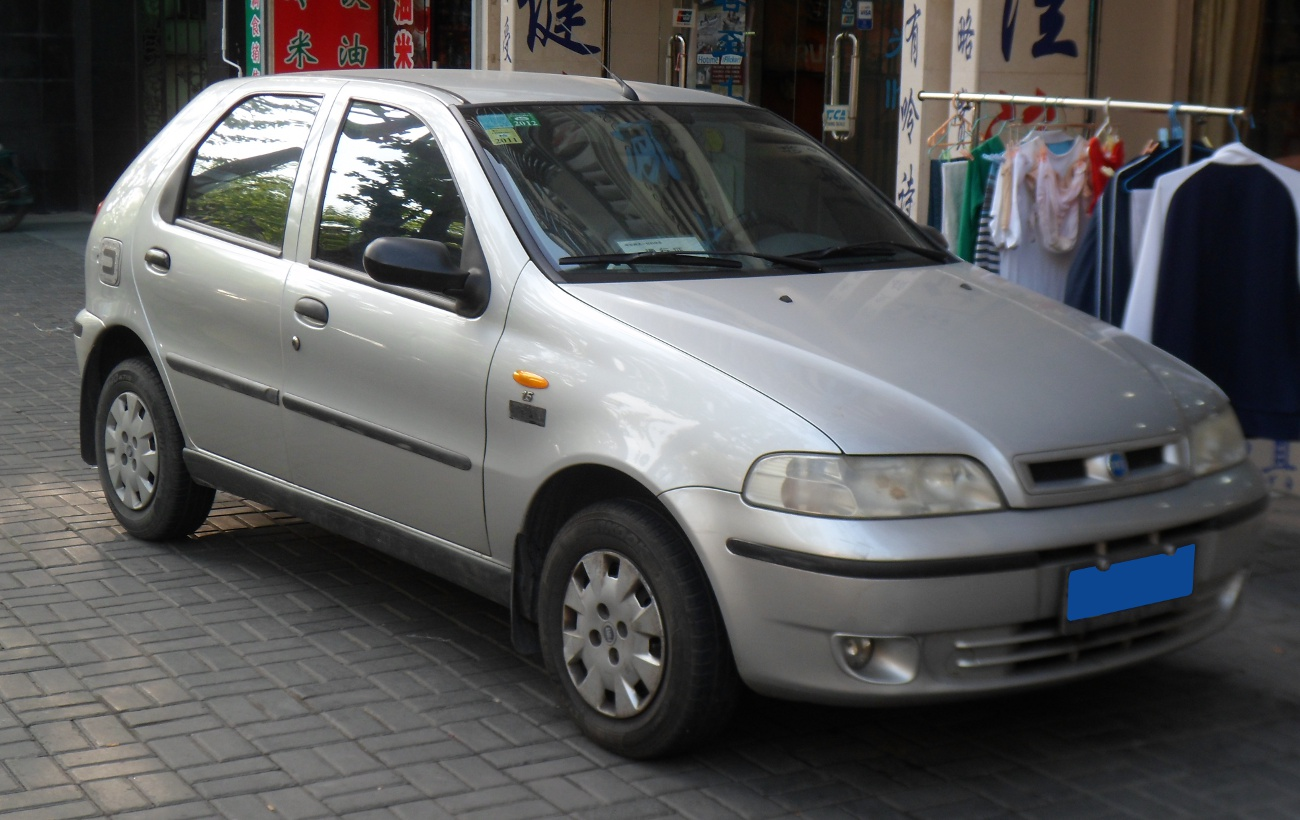
Fiat Palio I po liftingu

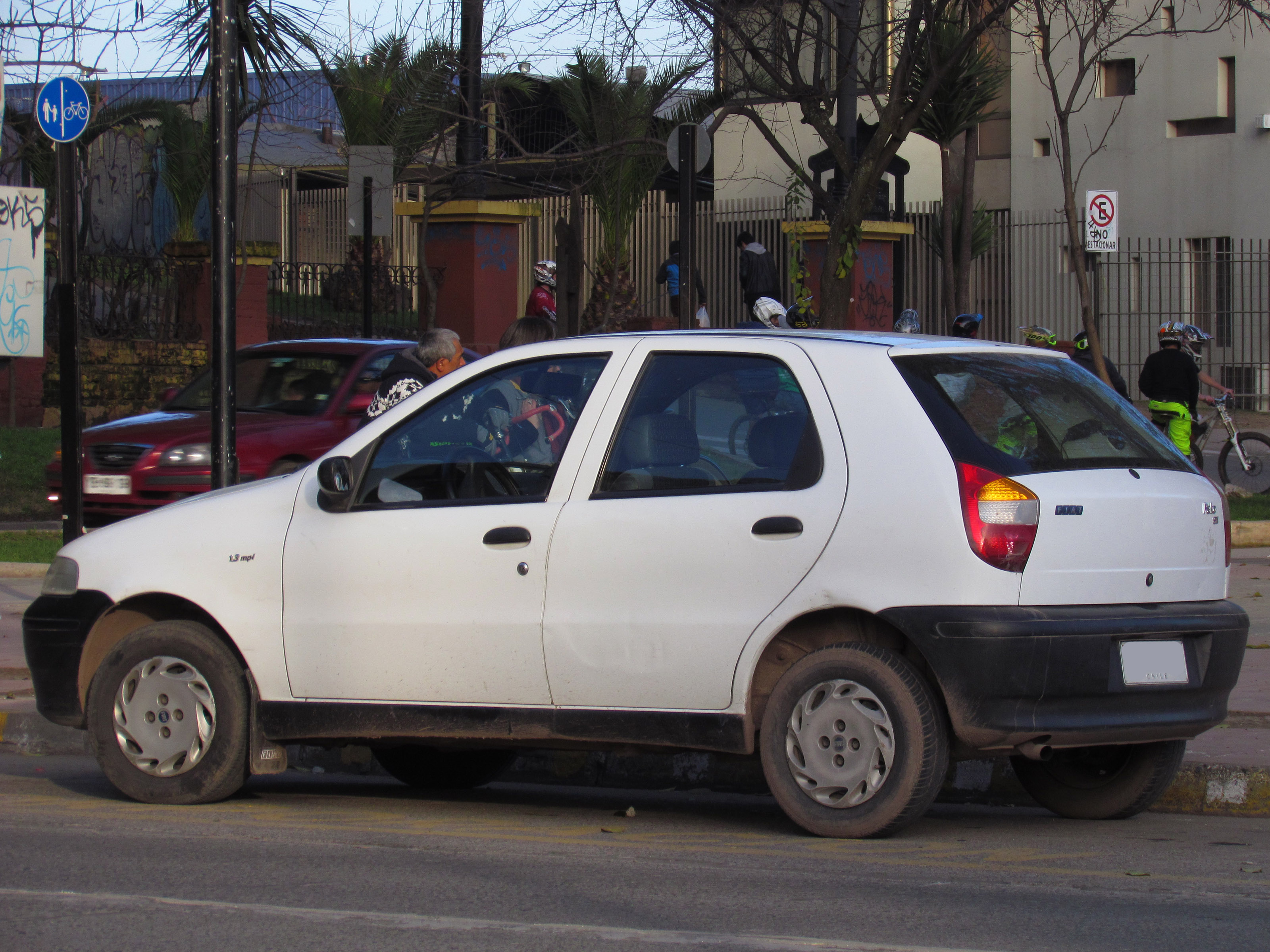
Fiat Palio I – tył po liftingu

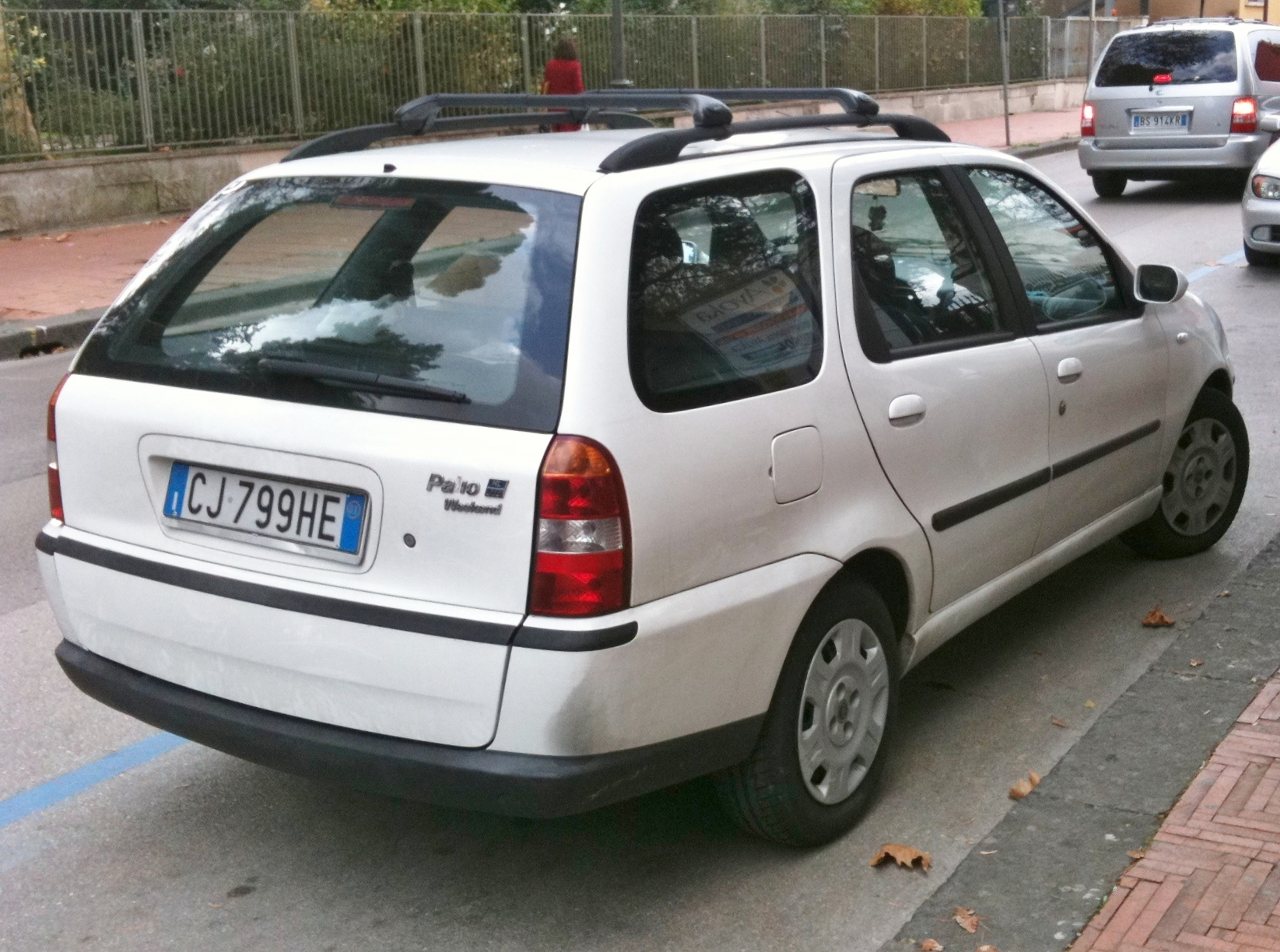
Fiat Palio I Weekend po liftingu

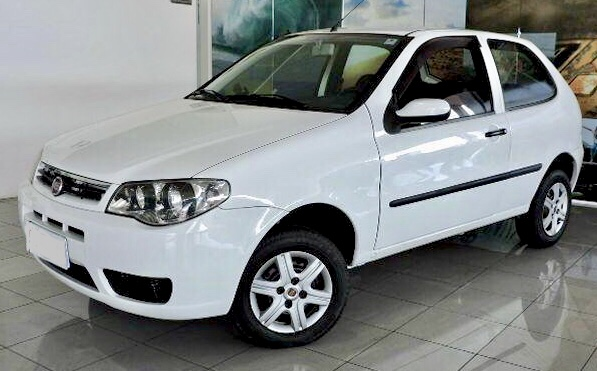
Fiat Palio I po drugim liftingu

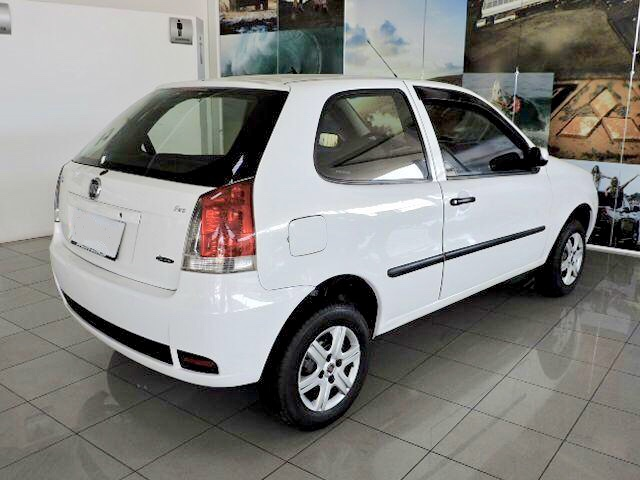
Fiat Palio I – tył po drugim liftingu

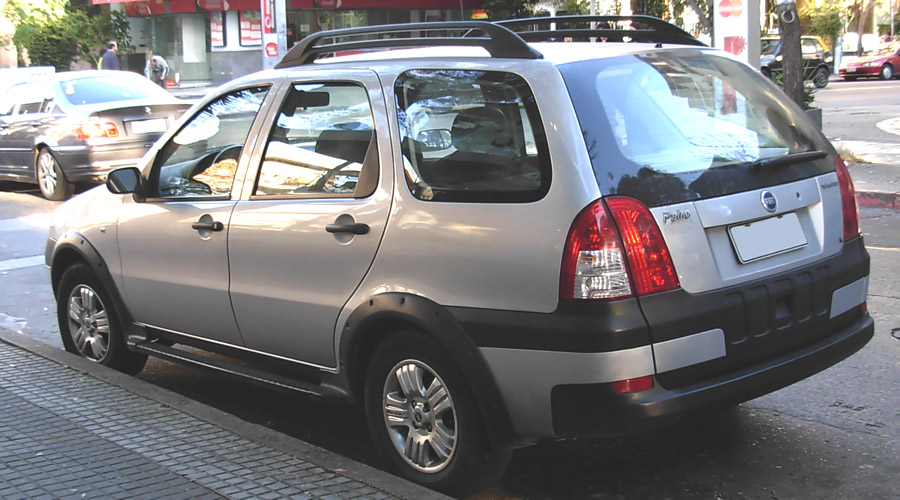
Fiat Palio I Weekend po drugim liftingu

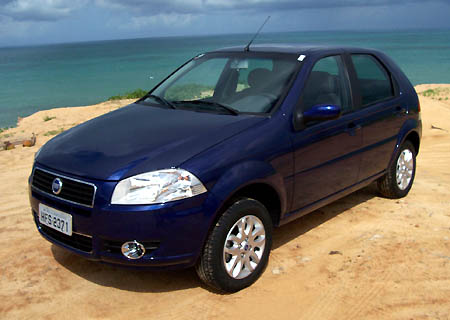
Fiat Palio I po trzecim liftingu

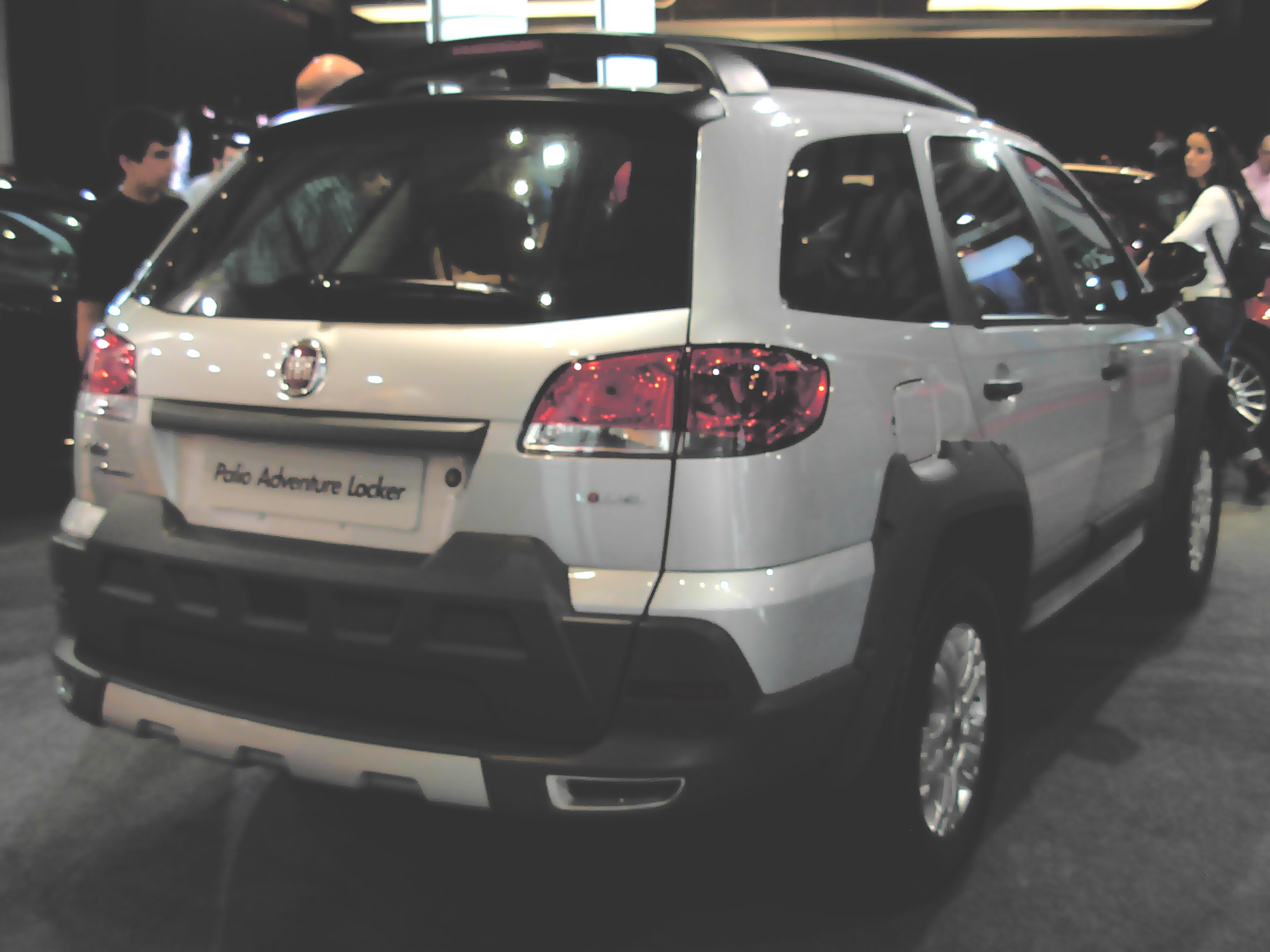
Fiat Palio I Weekend po trzecim liftingu

Fiat Palio I został po raz pierwszy zaprezentowany w kwietniu 1996 roku.
Pojazd został zbudowany w ramach projektu o nazwie Fiat „Projekt 178” przez południowoamerykańską filię Fiata – Fiat Automóveis. Projekt 178 polega na produkowaniu prawie identycznych modeli pojazdów w innych wersjach nadwoziowych oraz z innymi nazwami.
Auto zaprojektowane zostało przez włoskie przedsiębiorstwo designerskie I.DE.A. Institute w Turynie. W marcu 1997 roku zaprezentowano wersję kombi pojazdu nazwaną Palio Weekend. Ponadto, na bazie Palio powstała także wersja sedan o nazwie Siena, a także pickup o nazwie Strada. Ponadto, w latach 2002–2010 w Europie oferowano zmodernizowaną Sienę ściśle powiązaną technicznie z Palio po pierwszym liftingu, czyli model Albea.
Początkowo auto produkowane było wyłącznie w Brazylii i Argentynie. W lutym 1997 roku rozpoczęto produkcję pojazdu w Wenezueli, Maroko oraz w polskiej fabryce Fiat Auto Poland w Bielsku-Białej. W 1998 roku rozpoczęto produkcję pojazdu w Turcji, Indiach oraz RPA.

### Modernizacje
Fiat Palio był produkowany aż do 2011 roku, jednak w międzyczasie przeszedł 3 gruntowne modernizacje. Zanim przeprowadzono pierwszą z nich, model zniknął z europejskiego rynku i pozostał w sprzedaży jedynie na rynkach Ameryki Południowej. Dopiero w 2020 roku (po czwartym liftingu) została wycofana wersja kombi zwana także jako Weekend.

#### Pierwszy lifting (2001)
Pojazd został przeprojektowany przez Giorgetto Giugiaro. W stosunku do modelu z 1996 roku zmieniony został m.in. przód pojazdu poprzez zastosowanie nowych reflektorów, atrapy chłodnicy oraz zderzaka. Z tyłu pojazdu zmieniono klapę bagażnika w wersji kombi oraz tylne lampy.

#### Drugi lifting (2004)
Samochód ponownie został przeprojektowany przez Giorgetto Giugiaro. Auto wyposażone mogło być w silnik Powertrain o pojemności 1.8 l pozwalający na spalanie benzyny i etanolu. Moc maksymalna pojazdu odpowiednio wynosiła 115 i 112 KM.

#### Trzeci lifting (2007)
Palio po trzecim, ostatnim i zarazem najbardziej gruntownym liftingu zostało po raz pierwszy zaprezentowane 28 lutego 2007 roku. Podobnie jak poprzednie modele, auto poddane zostało kolejnemu liftingowi, który przeprowadzony został w centrum stylistycznym Fiata w Brazylii. W stosunku do poprzedniej generacji zmianom uległy przednie i tylne reflektory oraz atrapa chłodnicy. W 2008 roku zaprezentowano uterenowioną wersją pojazdu oferowaną pod nazwą Adventure, którą wyróżniają plastikowe nakładki na nadwoziu oraz napęd na cztery koła. Nowością było ELD (Electronic Locker Differential), który został opracowany wraz z firmą Eaton. System można aktywować na postoju. Dostępne były 3 jednostki benzynowe Fire 1.4 Flex, E-torQ 1.6 16V i E-torQ 1.8 16V. Wszystkie przystosowane są do spalania benzyny i etanolu. Wersja Adventure Locker została dodatkowo wyposażona w elektroniczną blokadę dyferencjału.

### Wersje wyposażeniowe (1996)
- EDX
- EL
- HL

Standardowe wyposażenie podstawowej wersji pojazdu obejmowało m.in. jedną poduszkę powietrzną oraz immobilizer. Samochód wyposażony mógł być także m.in. w drugą poduszkę powietrzną, elektryczne sterowanie szyb, zamek centralny oraz dzieloną tylną kanapę i lakierowane zderzaki i lusterka.

#### Wersje wyposażeniowe (2001)
- Sporting
- EL
- EX
- ELX
- HL
- SX

#### Wersje wyposażeniowe (2004)
- Adventure
- ELX
- HLX
- R

Auto wyposażone mogło być m.in. w 4 poduszki powietrzne, wspomaganie parkowania oraz czujniki świateł i deszczu.

#### Wersje wyposażeniowe (2007)
- Adventure
- Adventure Locker
- Trekking
- ELX
- ELX Attractive
- ELX Evolution

## Druga generacja

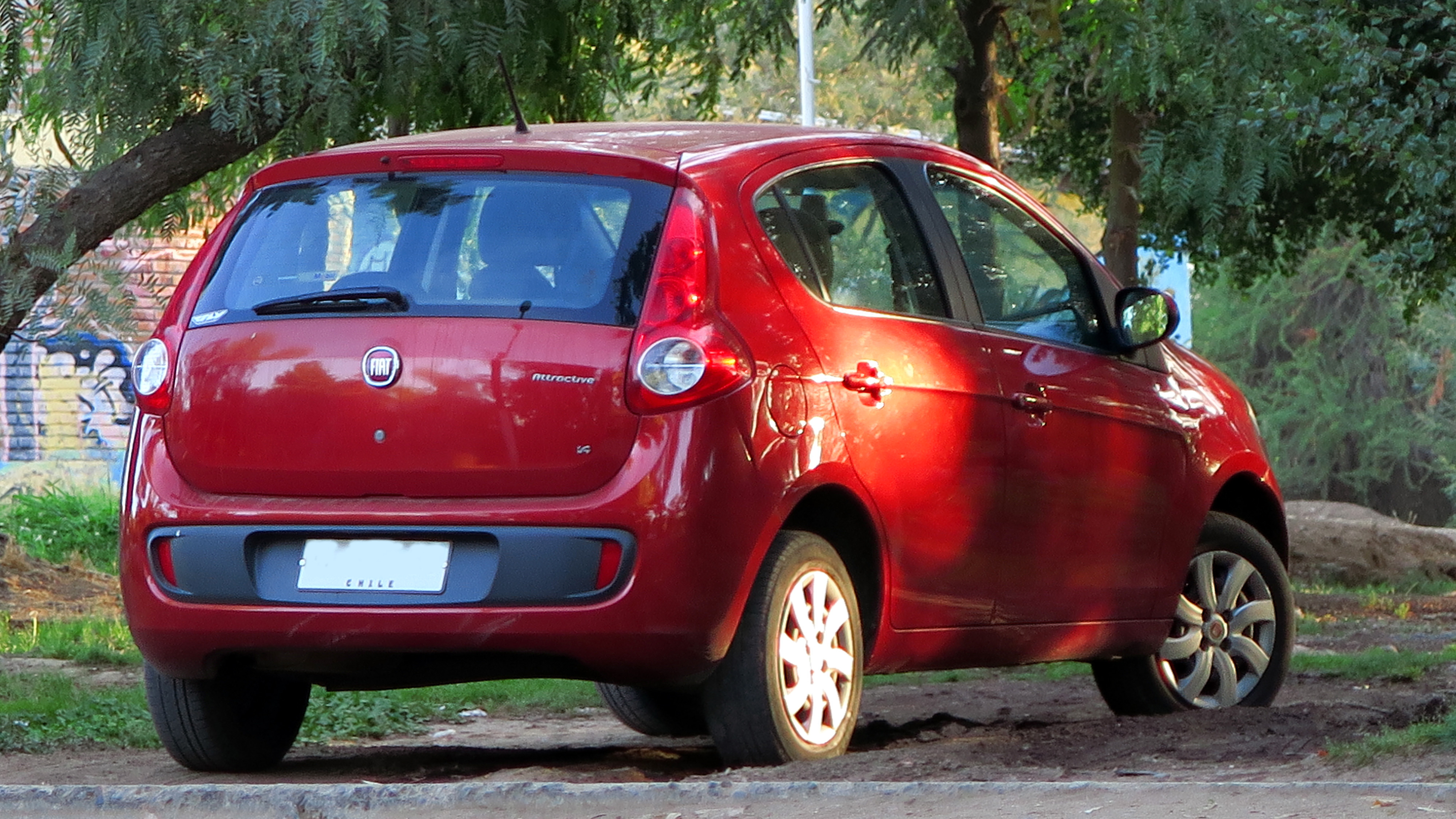
Fiat Palio II – tył

Fiat Palio II został po raz pierwszy zaprezentowany w październiku 2011 roku.
Stylistykę pojazdu zaczerpnięto z modelu Punto Evo. Zastosowano prawie identyczną atrapę chłodnicy. Samochód napędzany może być jednym z trzech silników benzynowych o pojemności 1.0 73 lub 75 KM, 1.4 85 lub 88 KM oraz 1.6 16V 115 lub 117 KM. Drugi wariant mocy dotyczy użytkowania pojazdu na etanolu, do którego wszystkie z silników zostały przystosowane.
W 2017 roku pojazd zastąpiony został modelem Argo.

### Wersje wyposażeniowe
- Attractive
- Essence
- Sporting

W zależności od wybranej wersji wyposażeniowej pojazdu, auto wyposażone może być m.in. w 4 poduszki powietrzne, klimatyzację, komputer pokładowy, wielofunkcyjną kierownicę, tempomat oraz automatyczne wycieraczki z sensorem deszczu, a także światła przeciwmgłowe.